# Debbie Scott
Debbie Scott (née le 16 décembre 1958) est une ancienne athlète canadienne spécialiste du demi-fond. 

## Palmarès

### Championnats du monde d'athlétisme en salle
- Championnats du monde d'athlétisme en salle 1985 à Paris,  France
  -  Médaille d'or sur 3000 m